# St. Michael (Michaelsbuch)

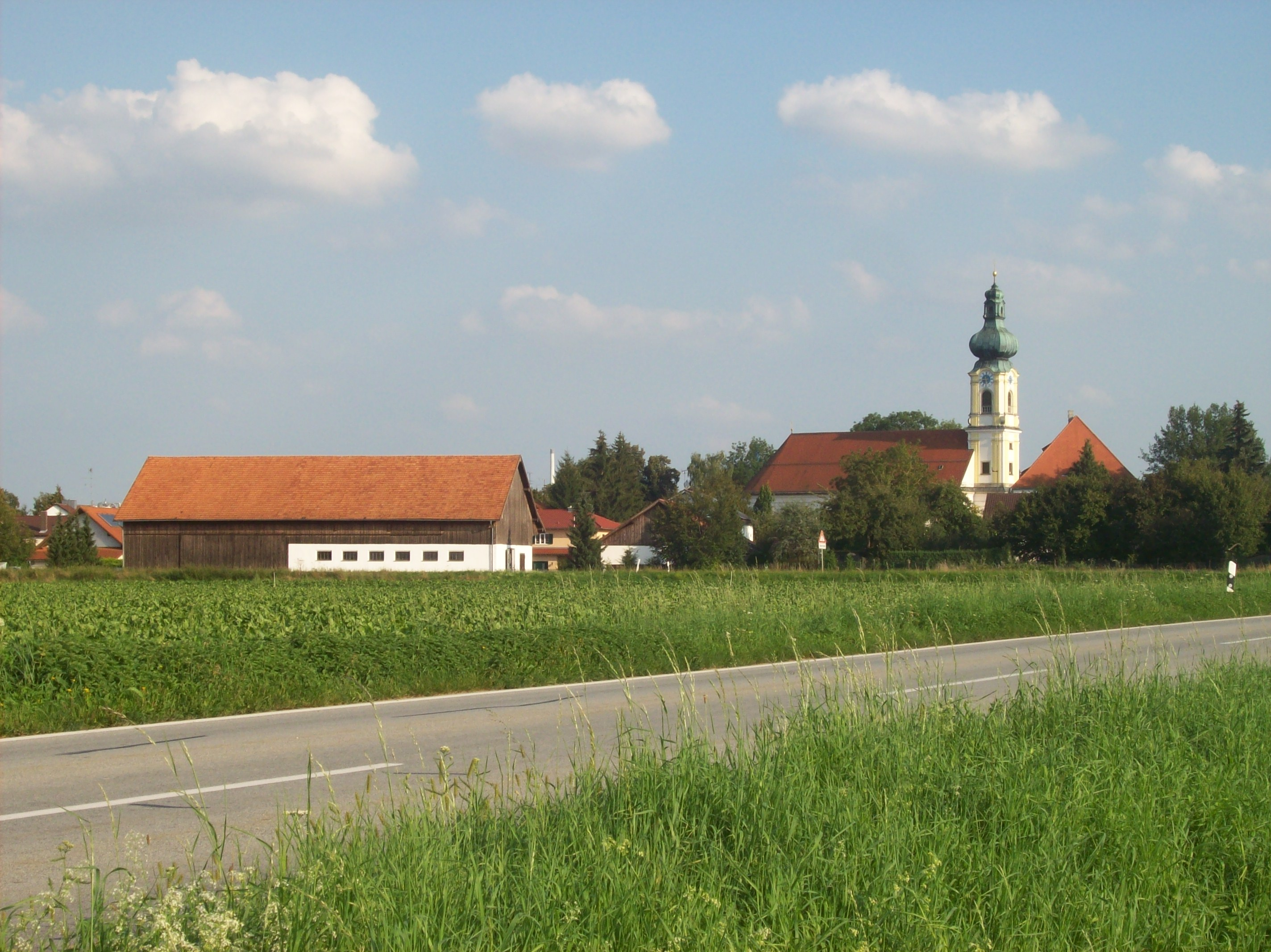
St. Michael in Michaelsbuch

Die römisch-katholische Pfarrkirche St. Michael ist eine barocke Saalkirche im Ortsteil Michaelsbuch von Stephansposching im niederbayerischen Landkreis Deggendorf. Sie gehört zur Pfarrei Michaelsbuch im Dekanat Deggendorf-Plattling des Bistums Regensburg.

## Geschichte
Fundamentreste einer romanischen Kirche am Ort sind nachgewiesen. Die heutige Kirche ist ein Neubau aus den Jahren 1728–1731 nach dem Plan des Straubinger Stadtbaumeisters Jakob Ruesch, der die Klosterkirche Metten erbaut hatte. Die Stuckaturen wurden vom Laienbruder Albert Bärtl aus diesem Kloster ausgeführt, die Deckenbilder vom Straubinger Joseph Anton Merz. Nach einem Baustopp wegen des Österreichischen Erbfolgekriegs wurde der Hauptteil der Ausstattung erst in den Jahren nach 1751 ausgeführt. Daran beteiligt waren die Bildhauer Christian Jorhan der Ältere aus Landshut und Joseph Deutschmann aus Passau. Eine Restaurierung erfolgte in den Jahren 1985–1988.

## Architektur

### Äußeres

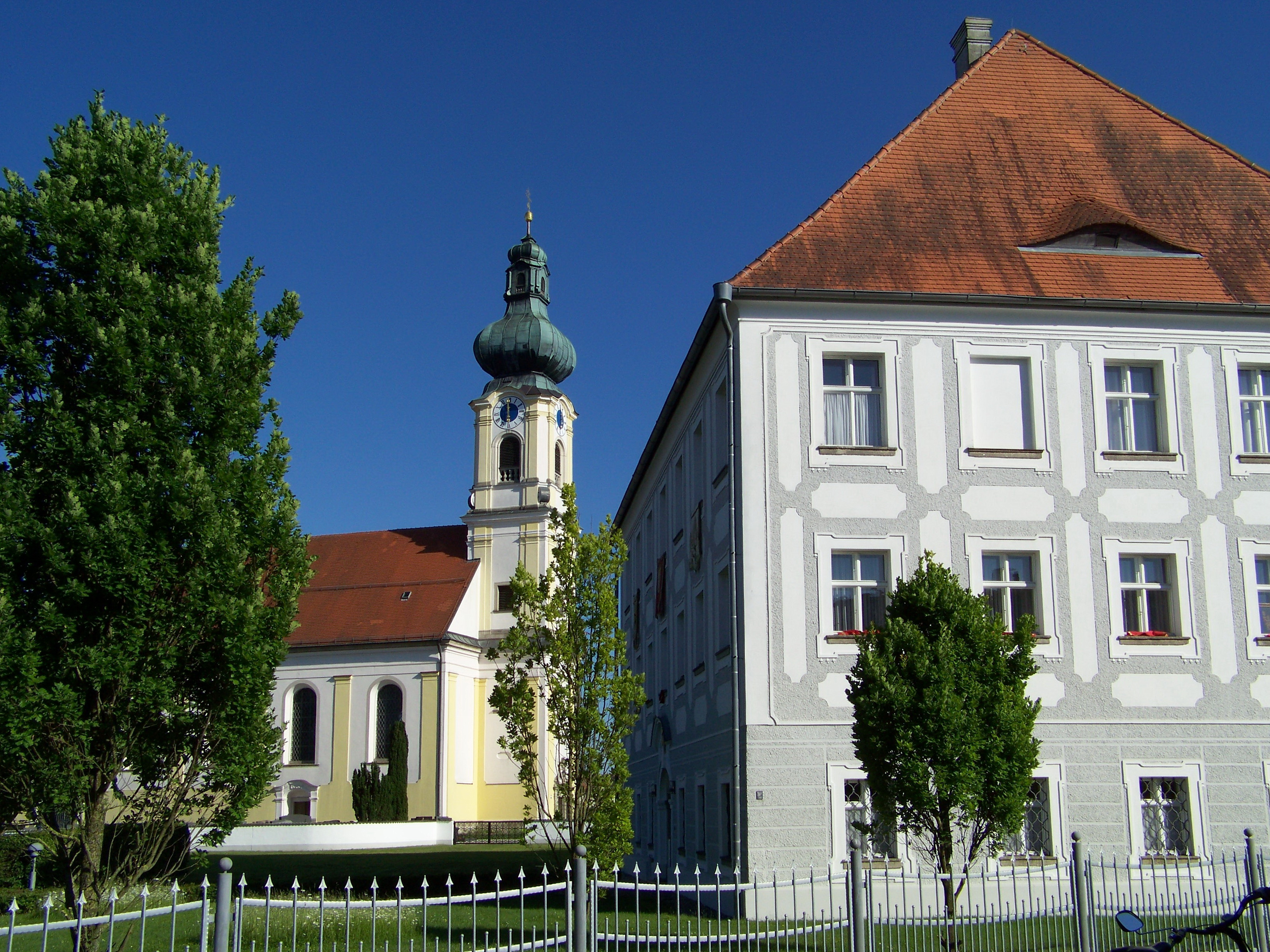
Ansicht von Nordwest mit dem Pfarrhof im Vordergrund

Die Kirche endet in einem halbrund geschlossenen Chor, der die gleiche Breite wie das Langhaus hat. Das Bauwerk ist mit einer einheitlichen toskanischen Pilastergliederung über hohem Sockelstreifen versehen. Der westlich vorgestellte Turm ist mit Pilastern und Gebälkstreifen gegliedert, die an den Obergeschossen verkröpft sind. Die abgeschrägten Ecken des Schallgeschosses sind mit Voluten besetzt und werden von einer stark eingezogenen Haube mit Laterne bekrönt. Ein mit Säulen gegliedertes Portal aus Granit erschließt die Kirche.

### Inneres

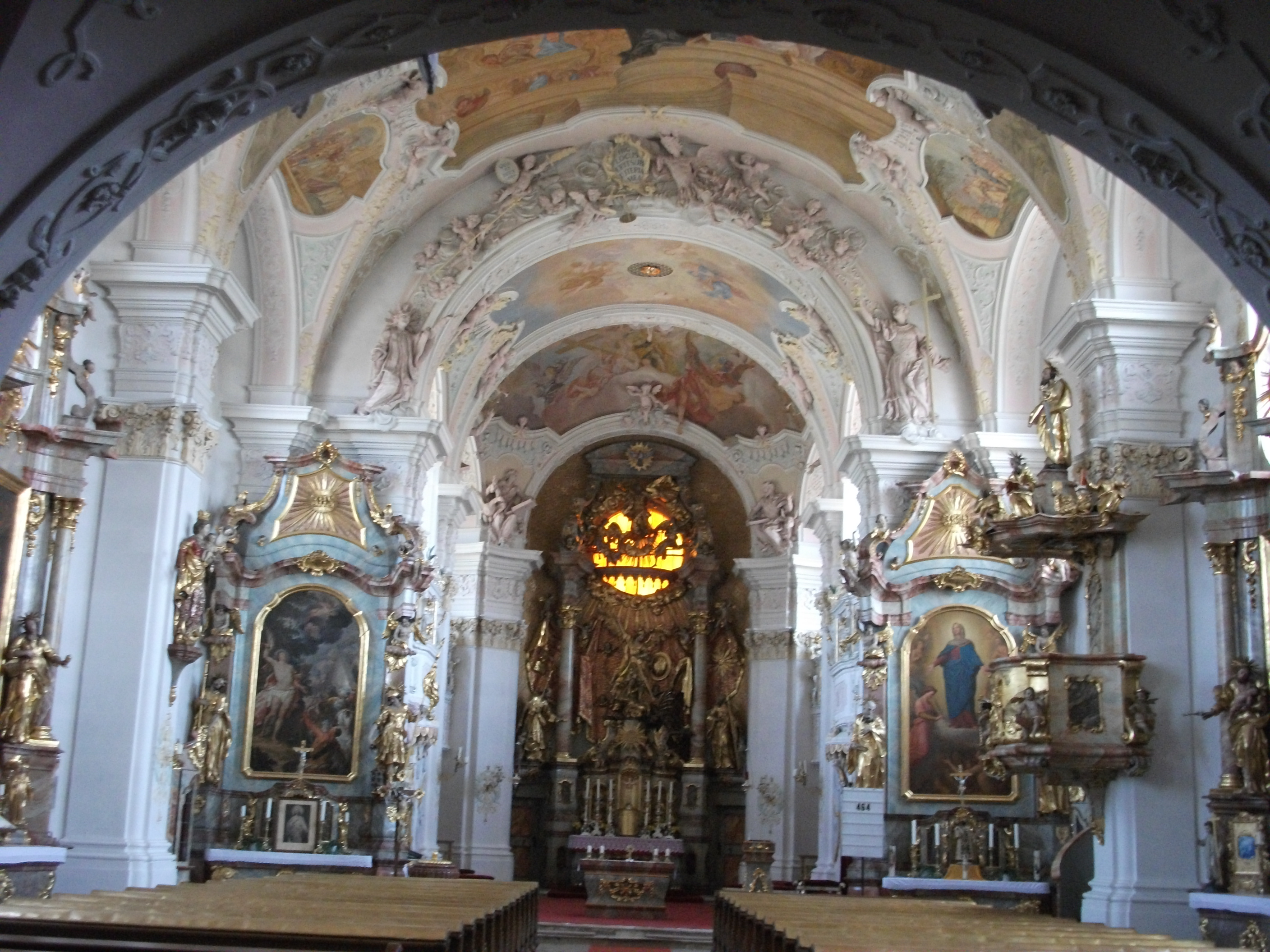
Innenansicht

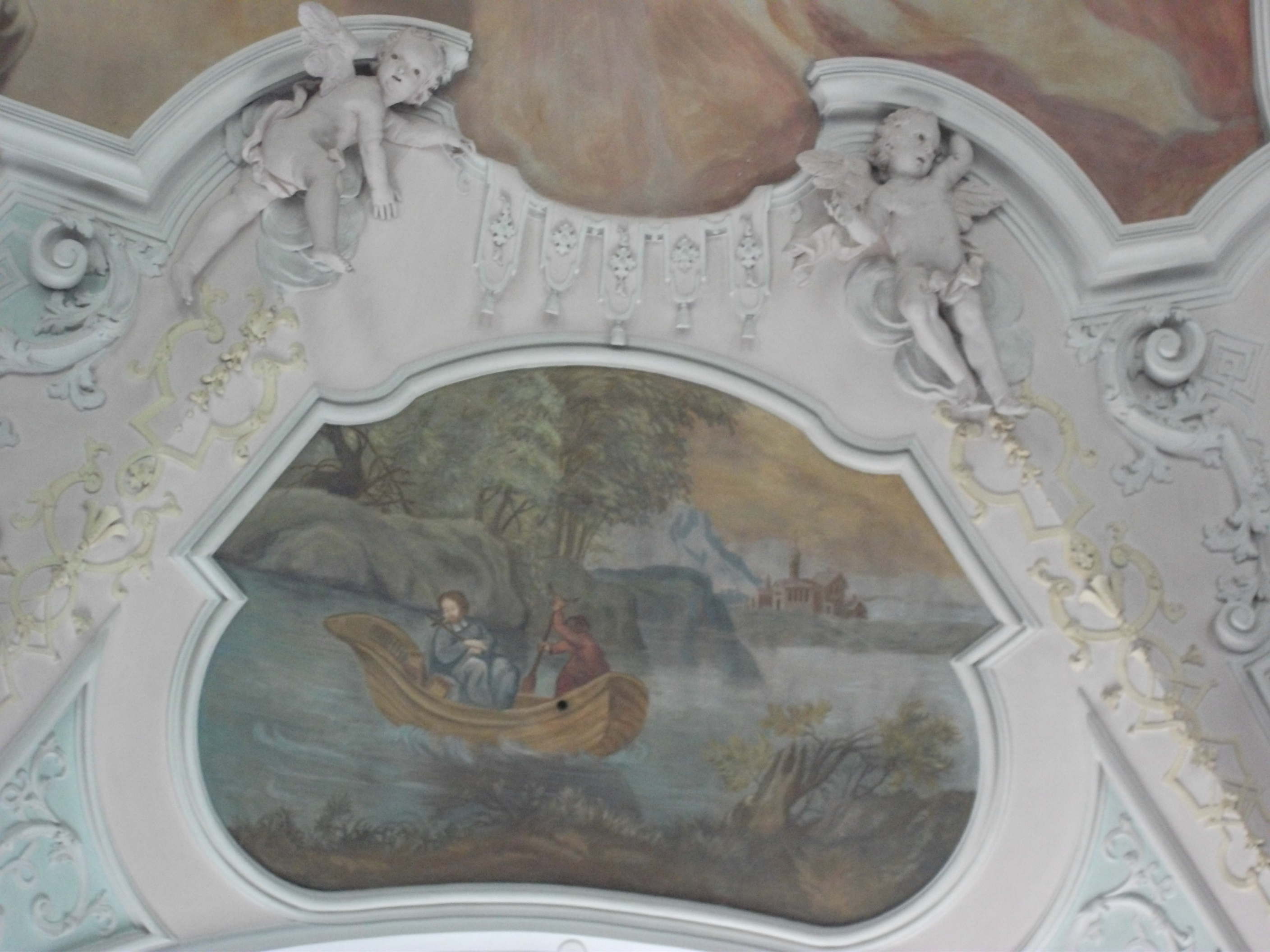
Deckengemälde

Das Langhaus mit vier Achsen ist mit einem Tonnengewölbe und Stichkappen über flachen Wandpfeilernischen abgeschlossen. Die Pfeiler sind mit Pilastern belegt, die stuckierte Kapitelle und hohe verkröpfte Gebälkstücke mit ornamentiertem Fries tragen. Eine doppelgeschossige Orgelempore ist ebenfalls mit Stuck verziert.
Eine eigenwillige Lösung wurde für den Übergang vom Schiff zum Chor gewählt. Das Chorjoch ist eingezogen, weil der Chorbogen und das folgende Wandpfeilerpaar beträchtlich eingerückt und mit Oratorien versehen sind. Der Chorschluss ist kleeblattförmig ausgeweitet und zeigt drei Nischen für den Hauptaltar und die beiden Oratorienbalkone. Die Vorlagen der Altarwand sind enger gestellt als die Wandpfeiler. Dadurch ist das abschließende Joch trapezförmig und die Seitenkonsolen sind schräg angeordnet, was aber zugunsten einer perspektivischen Wirkung hingenommen wurde. Die Zentrierung des östlichen Raumteils wird durch eine flache Kuppelwölbung und eine leichte Wölbung der Pfeilervorlagen unterstrichen. Der Chor ist indirekt beleuchtet.

### Deckenbilder
Die Deckenbilder zeigen einen volksnahen Charakter, der für den Künstler Merz charakteristisch ist. Die beiden Hauptfelder im Langhaus erstrecken sich über je zwei Joche. Dargestellt sind Begegnungen des seligen Gamelbert als Rom-Pilger mit dem seligen Utto, dem ersten Abt des Klosters Metten. Auf dem östlichen Feld trägt Gamelbert den Knaben Utto zur Taufe. Die Szene wird gerahmt von einer phantastischen Architektur, in die der Himmel eindringt. Auf dem westlichen Feld erscheint Utto in Michaelsbuch unmittelbar vor dem Tod Gamelberts, um von ihm die Kirche und den Besitz des Klosters zu übernehmen. Auf dem Bild im Chor ist der Sieg des Kreuzes über die Mächte der Finsternis dargestellt.

### Stuckaturen
Die Stuckaturen in den Formen des späten Regencestils, das Rahmengerüst für die Bilder und die Ornamentik zeigen Beziehungen zu den von Franz Josef Holzinger ausgeführten Dekorationen in der Klosterkirche von Metten. Die Arbeiten des Frater Albert sind allerdings demgegenüber deutlich handwerklicher geprägt. Die mit Lambrequins versehenen Stuckrahmen werden von Putten getragen und sind mit Ranken- und Bandelwerk ornamentiert. An zwei Orten sind starke Akzente durch überlebensgroße Figuren gesetzt: Am Chorbogen sind der selige Gamelbert und die Ecclesia sowie der Patron der Kirche als ihr Beschützer dargestellt. Vor den Zwickeln der Chorkuppel stehen Gruppen der Evangelisten.

## Ausstattung
Bei einer Restaurierung in den Jahren 1910–1912 hatte man die Übermalungen des 19. Jahrhunderts entfernt und die originalen Oberflächen annähernd wiederhergestellt. Dieser Zustand wurde auch für die jüngste Restaurierung als verbindlich übernommen.
Der Hochaltar ist ein Werk von Christian Jorhan dem Älteren aus den Jahren 1763/1764. Er besteht aus einem Säulenbaldachin, der das Rundfenster der Chorapsis als Gloriole einbezieht. Der Giebelabschluss wurde im 19. Jahrhundert erneuert. Vom unteren, mit Wolken verhangenen Fensterrand ist eine stuckierte Vorhangdraperie als Hintergrund für eine Schnitzfigurengruppe angeordnet, die St. Michael darstellt, wie er den Teufel besiegt. Vor dem Fenster ist Gottvater dargestellt, seitlich stehen Figuren der seligen Gamelbert und Utto. 
Der Hochaltar ist zu den bedeutendsten Werken Jorhans zu rechnen. Der Erzengel steht wie ein Denkmal auf dem Tabernakel. Er ist als sicherer Sieger dargestellt. Demgegenüber ist der strauchelnde Teufel als Ungeheuer charakterisiert. Die Seitenfiguren sind in religiöser Inbrunst dargestellt, die der Künstler mit feinen gestischen und mimischen Details herausgearbeitet hat. Eine besonders feine Arbeit ist die Figur des Rom-Pilgers Gamelbert, der entgegen der Überlieferung jünger als Utto dargestellt ist, anders als im westlichen Teil des Deckengemäldes im Langhaus.
Die Seitenaltäre am Chorbogen sind schräg aufgestellt. Nördlich steht der 1753 geschaffene Altar von Joseph Deutschmann mit Skulpturen der Heiligen Florian und Rochus. Das Altarblatt zeigt das Martyrium des heiligen Sebastian und ist mit „(Martin) Speer … (1740)“ bezeichnet. Der Altar auf der Südseite ist ebenfalls mit Figuren versehen, die archivalisch als Werke Deutschmanns gesichert sind; sie zeigen die Heiligen Benedikt und Leonhard. Die Altäre in den Wandpfeilernischen wurden von Franz Hofer aus Plattling geschaffen und zeigen in den Altarblättern die Erziehung der heiligen Maria aus dem Jahr 1740 und die Pietà von 1741, ebenfalls von Speer. Die Kanzel aus dem Jahr 1756 wurde von Hofer geschaffen, die Beichtstühle 1753 von Deutschmann.
Der Orgelmacher Johann Schweinacher aus Landshut lieferte 1762 eine neue Orgel mit zehn Registern, deren Gehäuse nach dem Entwurf von Christian Jorhan dem Älteren entstand. Insgesamt fünf Glocken bilden das Geläut; davon stammen zwei aus dem Jahr 1776, zwei weitere von 1950 und eine von 1847.

## Pfarrhof
Der stattliche Pfarrhof wurde 1735 begonnen, jedoch erst 1795 fertiggestellt. Das dreigeschossige Gebäude ist durch ein Walmdach mit Fledermausgauben abgeschlossen. Das Erdgeschoss ist mit einer Putzquaderung, die Obergeschosse mit einer Gliederung aus Putzspiegeln versehen. Eine Renovierung erfolgte in den Jahren 1989/90. Das Erdgeschoss wird für die Pfarreiverwaltung genutzt, das erste Obergeschoss als Pfarrerwohnung, das zweite Obergeschoss als Mesner- und Gästewohnung sowie als Pfarrarchiv.